# Höltinghausen
Höltinghausen is een plaats in de Duitse gemeente Emstek, deelstaat Nedersaksen.
Het overwegend agrarisch georiënteerde dorp heeft ca. 1.300 inwoners.
In het dorp staat de in 1928 voltooide rooms-katholieke St. Aloysiuskerk. 

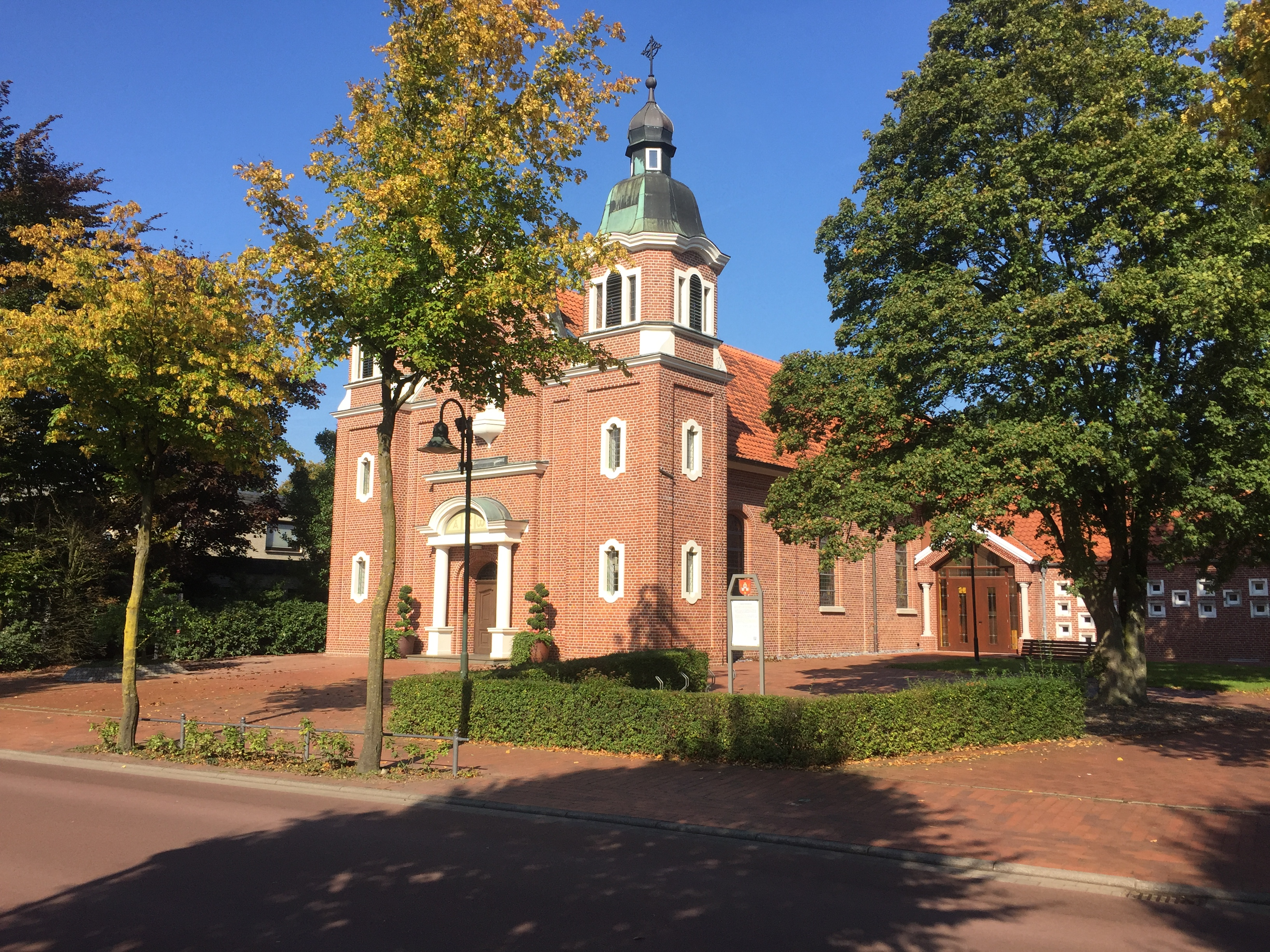
St. Aloysiuskerk